# Rougemont, Vaud
Rougemont är en ort och  kommun i distriktet Riviera-Pays-d'Enhaut i kantonen Vaud, Schweiz. Kommunen har 798 invånare (2023).